# Amina Zaripova
Pour les articles homonymes, voir Zaripova.
Amina Vassilovna Zaripova (en russe : Амина Василовна Зарипова) est une gymnaste russe (gymnastique rythmique) née le 10 août 1976. 
Entraînée par Irina Viner, cette grande gymnaste se distingue très vite par sa grâce et sa souplesse hors norme. 
De 1992 à 1998, elle récoltera de nombreuses médailles dans les championnats du monde et d’Europe.